# Vilém Goppold von Lobsdorf (vívó, 1869–1943)
Vilém Ladislav Jan Goppold von Lobsdorf (Cseh Királyság, Prága, 1869. május 25. – Cseh–Morva Protektorátus, Prága, 1943. június 15.) olimpiai bronzérmes cseh kardvívó.
Az 1908. évi nyári olimpiai játékokon mind a négy vívószámban indult. Egyéni és csapat kardvívásban bronzérmet szerzett. Egyéni párbajtőrvívásban helyezés nélkül zárt, míg csapat párbajtőrvívásban az 5. helyen végzett.
Az 1912. évi nyári olimpiai játékokon két vívószámban indult. Kardvívásban és párbajtőrvívásban is csapatban indult és nem szerzett érmet.
Két fia Karel Goppold von Lobsdorf és Vilém Goppold von Lobsdorf szintén olimpikon vívók.